# 乌尔丽卡·贝里曼
乌尔丽卡·贝里曼（瑞典語：Ulrika Bergman，1975年6月11日—），瑞典女子冰壶运动员。她曾代表瑞典获得2006年冬季奥运会女子冰壶比赛金牌。她也曾两次夺得世界女子冰壶锦标赛冠军。